# Мамедов, Насир Натиг оглы
Насир Натиг оглы Мамедов (азерб. Nəsir Natiq oğlu Məmmədov; род. 30 июля 1985, Баку) ― азербайджанский дипломат, бывший чрезвычайный и полномочный посол Азербайджанской Республики в Республике Ирак.

## Биография
Насир Мамедов родился 30 июля 1985 года в Баку. В 2001-2006 годах получил степень бакалавра в области международного права в Западном Университете.
В 2008-2010 годах получил степень магистра в области энергетической политики и дипломатии в Московском Государственном Институте Международных Отношений (МГИМО).
В 2011-2012 годах учился в Римском университете Сапиенца, где получил степень магистра в области политических наук, геополитики и глобальной безопасности.
С 2016 года является доктором философии по юридическим наукам.
С 2008 по 2011 годы работал атташе в Министерстве Иностранных Дел Азербайджанской Республики. 2011-2015 годах занимал должности атташе, третий секретарь и второй секретарь в посольстве Азербайджанской Республики в Италии.
В 2015-2019 годах работал вторым секретарем, первым секретарем и начальником отдела в Министерстве Иностранных Дел Азербайджанской Республики.
В 2019-2023 годах занимал должности советника, временного поверенного в делах в посольстве Азербайджанской Республики в Республике Ирак.
29 августа 2023 года был назначен чрезвычайным и полномочным послом Азербайджанской Республики в Республике Ирак.

### Личная жизнь
Женат.
Является сыном государственного деятеля, известного врача Натига Мамедова.
Внук Насира Мамедова, одного из основателей теоретического языкознания в Азербайджане.

## Награды
- Медаль «100-летие органов дипломатической службы Азербайджанской Республики» (2019)